# Norwegisches Zentralamt für das Gesundheitswesen
Das Norwegische Zentralamt für das Gesundheitswesen (norwegisch: Statens helsetilsyn) ist eine nationale staatliche Institution in Oslo, die dem Gesundheits- und Fürsorgeministerium (Helse- og omsorgsdepartementet) untergeordnet ist. Sie besteht seit 1809.

## Staatliche Aufsicht über die Gesundheits- und Sozialdienste
Die staatliche Aufsicht in Norwegen stellt sicher, dass nationale Gesetze und Vorschriften eingehalten werden. Im Bereich der Sozial- und Gesundheitsdienste verfügt Norwegen über eine umfassende Gesetzesregelung. Darin wird festgelegt welche Dienste der Bevölkerung zur Verfügung stehen und welche Ansprüche an die Qualität der Sozial- und Pflegedienste gestellt wird. Die Gesetze bilden die Grundlage für die Tätigkeit des staatlich geprüften Personals in Gesundheitswesen und räumen denen Rechte ein, die Sozial- und Gesundheitsdienste in Anspruch nehmen, unter anderem mit einem eigenen Patientenrecht.
Die Aufsicht erstreckt sich über alle vom Gesetz bestimmten Dienste, die entweder von staatlichen Krankenhäusern, Gemeinden, privaten Anbietern oder selbständig tätigem Gesundheitspersonal geleistet werden. Die Aufsichtsbehörden sind unabhängig von der jeweiligen politischen Führung und bestimmen weitgehend selbst, welche Dienste beaufsichtigt werden sollen und welche Themen die Aufsicht umfassen soll. Diese Festlegung erfolgt unter anderem auf Grundlage von Informationen über Risiken und Verletzungshäufigkeit.
Die Aufsichtsbehörden sollen daran mitwirken, dass der Bedarf der Bevölkerung für Sozial- und Gesundheitsdienste gedeckt wird und die Dienste fachlich kompetent ausgeübt werden. Neben einer verantwortungsbewussten und effektiven Nutzung der Ressourcen, soll die Behörde auch einem Mangel an Dienstleistungen vorbeugen.

## Arbeitsbereiche
Zum Arbeitsbereich der zentralen Aufsichtsbehörde gehört die Bereichsüberwachung. Die Aufgabe besteht darin, Wissen über Sozial- und Gesundheitsdienste einzuholen, zu systematisieren und zu deuten. Dieses Wissen bildet die Grundlage dafür, die Bedarfsdeckung und die Qualität übergeordnet beurteilen zu können.
Eine weitere Aufgabe besteht in der Aufsicht über die einzelnen Betriebe (Gemeinden, Heime, Krankenhäuser). Verwendet werden hierzu auf international anerkannter Methodik basierende Systemrevisionen. Die Betriebe werden mittels Dokumentensichtung, Befragung, Inspektion und Stichproben untersucht, der Bericht des Zentralamts beschreibt anschließend die Punkte, an denen die Verhältnisse vom Gesetz oder der Vorschrift geforderten Stand abweichen. Die Aufsichtsbehörden verfolgen eine solche Abweichung, bis die Verhältnisse wieder in Übereinstimmung mit Gesetz oder Vorschrift gebracht wurden. Jedes Jahr wählt das Zentralamt zwei bis vier Bereiche für die landesweite Überprüfung aus.
Die Gesundheitsaufsicht in einem fylke (vergleichbar einem deutschen Bundesland) erfährt aus verschiedensten Quellen von einer möglichen Beeinträchtigung der sozialen Dienste, beispielsweise von Patienten, Betroffenen, Arbeitgebern, Polizei, Massenmedien. Die jährlich etwa 2.000 Fälle werden untersucht, um zu klären, ob ein Verstoß gegen Gesetze oder Vorschriften vorliegt. Liegt ein Fehler vor, reagiert das Zentralamt für das Gesundheitswesen mit Auflagen an den Betrieb oder das staatlich zugelassene Gesundheitspersonal, die vorgeschriebenen Verhältnisse wiederherzustellen. Die Reaktion kann in Form einer Verwarnung, eines Widerrufs des Verschreibungsrechts für bestimmte Arzneimittel oder eines Widerrufs der staatlichen Zulassung erfolgen.
Das Zentralamt für das Gesundheitswesen dient auch als zentrale Meldestelle für ärztliches Fehlverhalten, das zu erheblichem Personenschaden geführt hat oder dazu hätte führen können. Die Krankenhäuser sind gesetzlich verpflichtet solche Ereignisse zu melden.
Ein weiterer Arbeitsbereich ist es Klagen über die verschiedenen Dienste und mangelnde Erfüllung von Rechten nachzugehen. Jedes Jahr behandelt die Aufsichtsbehörde auf der Ebene eines fylke zwischen 6.000 und 8.000 solcher Klagen, die sich entweder auf das Patientenrecht oder das Gesetz für die sozialen Dienste beziehen. Das Patientenrecht gibt der Bevölkerung viele Rechte gegenüber den Gesundheitsdiensten. Das Gesetz umfasst das Recht auf notwendige gesundheitliche Hilfe, die Einbeziehung eines Facharztes innerhalb von 30 Tagen, die Wahl des Krankenhauses, Einsicht in und Recht auf Herausgabe der Krankenakte, Mitwirkung und Information. Es gibt außerdem Bestimmungen über besondere Rechte für Kinder, Einwilligung in die Gesundheitshilfe und einem individuellen Plan für diejenigen, die mehrere Dienste benötigen. Das Sozialdienstgesetz beinhaltet die Pflicht der Gemeinden, Dienste für die Bevölkerung zu leisten. Dazu gehören Information und Beratung um sozialen Problemen vorzubeugen oder sie zu lösen, sowie praktischen Beistand und Information für diejenigen anzubieten, die aufgrund einer Erkrankung, einer Behinderung, ihres Alters oder aus anderen Ursachen einen erhöhten Hilfsbedarf haben. Außerdem müssen entlastende Maßnahmen und Lohnersatzleistungen für pflegende Angehörige, sowie Pflegeplätze, ganztägige Betreuung oder/und behindertengerechte Wohnungen angeboten werden.
Darüber hinaus arbeiten die Aufsichtsbehörden aktiv daran, dass die Gesundheits- und Sozialdienste die Aufsichtsberichte, die Beschlüsse in Einzelsachen, die Meldungen über Fehler und die Veröffentlichungen des Zentralamts als Wissensquelle in ihrer Arbeit nutzen um Führungssysteme zu entwickeln und die Qualität der Dienste zu verbessern. Wissen und Erfahrungen aus der Aufsicht, sonstige Wissensgrundlagen und Aufsichtsmethoden sind öffentlich zugänglich.

## Die Organisation
Aufsichtsbehörden sind das Zentralamt für das Gesundheitswesen, die Gesundheitsaufsicht im „fylke“ (Provinz) und der „Fylkesmannen“ (die Verwaltung eines „fylke“).
Das Zentralamt ist eine übergeordnete, nationale Aufsichtsbehörde. Das Zentralamt für das Gesundheitswesen hat etwa 115 Angestellte (Stand 2013), Juristen, Ärzte, andere Arbeitskräfte im Gesundheitswesen, sozialwissenschaftlich ausgebildete Angestellte und Gesellschaftswissenschaftler.
Auf der Ebene eines „fylke“ wird die Aufsicht durch die Gesundheitsaufsicht im „fylke“ (Gesundheitsdienste und Gesundheitspersonal) und den „Fylkesmannen“ (Sozialdienste) ausgeübt.
Die Aufsichtsbehörden werden von Direktor Jan Fredrik Andresen geleitet.